# Peniophora albobadia
Peniophora albobadia är en svampart som först beskrevs av Ludwig David von Schweinitz, och fick sitt nu gällande namn av Boidin 1961. Peniophora albobadia ingår i släktet Peniophora och familjen Peniophoraceae.   Inga underarter finns listade i Catalogue of Life.

## Bildgalleri

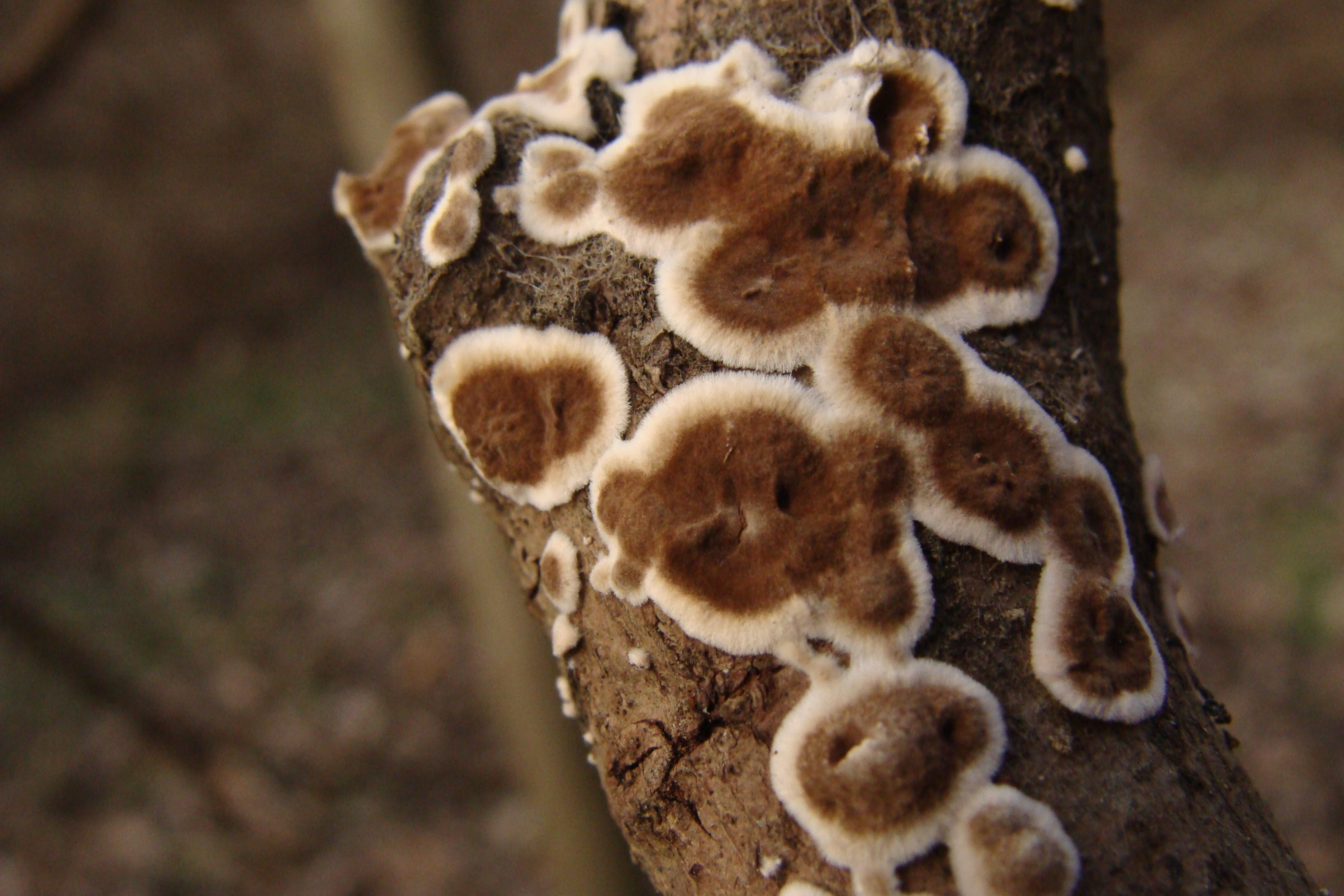